# サリュート6号
サリュート6号(ロシア語: Салют-6、ラテン文字表記:Salute 6 ）、DOS-5はソビエト連邦の宇宙ステーション。サリュート計画のひとつとして計画され、1977年9月29日にプロトンロケットで打ち上げられ、第2世代最初のステーションとなった。サリュート6号の全体的な設計は以前のステーションと似ているが、にもかかわらずいくつかの革新的な発展を遂げており、2個目のドッキングポート、新しいメイン推進システム、ステーションの主要な科学観測器具、BST-1Mマルチスペクトル望遠鏡などの発展が見られる。特に、ドッキングポートが2つになったことによって宇宙空間でのクルーの引継ぎと貨物輸送船プログレスによるステーションへの補給が可能となり、これは短期訪問用ステーションから長期滞在用のステーションへの計画の変化もたらし、マルチモジュール型長期研究ステーションへの移行の開始となった。
サリュート6号は1977年から1982年まで運用され、この間、サリュート6号では5回の長期滞在と11回の短期滞在が行われた。この中にはインターコスモス計画の一部としてワルシャワ条約機構の加盟国の宇宙飛行士も参加した。これらのクルーはサリュート6号の天文観測、地球資源観測、宇宙への人間の適応の研究など、主要ミッションの実行の責任があった。これらのミッションが終わり、サリュート7号の打ち上げが成功したことで、サリュート6号は打ち上げ5年後の1982年7月29日に軌道から外されて大気圏に再突入、破棄された
。

## 概要
サリュート6号はプロトン8K82Kによって1977年9月29日に打ち上げられ、技術開発用のステーションからルーチン運用へ、また、以前のステーションの効率的な要素を良いとこ取りしたものになった。航法システムはステーションの軌道を描画するデルタ半自動コンピューターと姿勢を操作するKaskadシステムから作られており、これはサリュート4号で使われたものを基礎としている。電力システムもサリュート4号を基礎としており、可動式の3組のパネルからなる51m2以上の面積のソーラーパネルによって最大4kwの電力を発電した。ステーションの熱制御システムもサリュート4号で使われたものの派生型で、断熱材とラジエータの組み合わせで温度環境を制御した。加えて、サリュート3号で初めて使われた環境制御装置が利用されている。姿勢はジャイロダインを使用して制御する方式となり、これはこのステーションではじめて試されることになった。

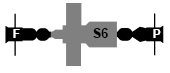
サリュート6号。プログレス宇宙船が(P)ソユーズが(F)の位置にドッキングする。

しかし最も特徴的なのは、新たにステーションの船尾に加えられた第2ドッキングポートであり、これによって一度に2機の宇宙機のドッキングが可能になり、船内にすでに滞在クルーがいる期間でも短期訪問者を受け入れたり、滞在クルー同士の引継ぎもできるようになった。この引継ぎは、次の滞在クルーを乗せた宇宙船が到達してから前の滞在クルーがステーションを離れることが出来るようなるため、連続的な滞在に一歩近づけるようになった。サリュート6号の最初の長期滞在で、アメリカのスカイラブで達成され長年保有していた84日間の長期滞在記録を破って、94日間を達成し、4回目の長期滞在では記録を185日間にまで伸ばした。いくつかの訪問滞在はインターコスモス計画の一部として行われ、ソ連以外の宇宙飛行士が参加した。1978年に滞在したチェコスロバキアのウラジミル・レメックがアメリカとソ連以外では最初の宇宙飛行士となり、その後もポーランド、東ドイツ、ハンガリー、ベトナム、キューバ、モンゴル、ルーマニアの国の宇宙飛行士がサリュート6号を訪れた。
2つのドッキングポートのうち後部のものは配管も取り付けられており、プログレス補給船によるステーションへの補給を可能にした。プログレスはステーションの物資を保つために補給品と予備用品を運び、クルーが常に有意義な科学実験を行うことを助けた。全部で12回プログレスが送り込まれ、20トンを超える機材、物資、燃料を補給した。
ドッキングポートの追加によって、サリュート3号、サリュート5号で使われたアルマースに由来するツインチャンバー推進システムが採用され、それぞれ2.8キロニュートンの推力がある2つのエンジンノズルが船尾の両端に装備された。また、統一推進システムを導入し、エンジンとステーションの姿勢制御スラスターの両方に、共通の圧力タンクから推進薬である非対称ジメチルヒドラジンと四酸化二窒素が供給され、プログレス補給船の燃料補給機能が最大効率で利用可能になった。エンジン全体と燃料貯蔵アセンブリはステーション後部の非与圧区画に設置されており、直径は与圧区画と同じであった。以前のステーションで使われていたソユーズ宇宙船用のエンジンから交換したことにより、ステーションの全長はほぼ同じ長さに抑えることができた。
船外活動を可能にするために、サリュート6号は前部のトランスファ区画の側面に内開きの船外活動ハッチを持っており、これによってサリュート4号で使われたシステムと似た方法でエアロックとして使うことができた。このコンパートメントには2台の新しい半剛体(セミリジッド)タイプの宇宙服が装備された。この新しい宇宙服は初期の宇宙服に比べ動きやすく、緊急時には5分以内で着用が可能となった。住環境に関しては以前のステーションよりも相当な改良が行われ、機械類は防音を考慮したものになり、クルーには睡眠用の簡易区画が提供され、シャワーやより広い運動室を装備するようになった。

### 観測装置
当初からサリュート6号に取り付けられていた主要な観測機器はBST-1Mマルチスペクトル望遠鏡で、これは赤外線、紫外線、サブミリ波の領域での天体観測が可能で、直径1.5メートルの反射鏡を利用したこの望遠鏡は約-269℃の極低温環境で使われた。望遠鏡はサリュート6号が地球の影に入る間だけ運用され、昼間の領域ではカバーを閉じていた。
もう一つの主要な観測機器は地上観測用のMKF-6Mマルチスペクトルカメラであり、地球資源の観測を行った。カメラは最初に飛行試験したソユーズ22号のものから改良されており、165×220kmの範囲を撮影することができ、解像度は20mまであげることができた。1200フレームのカセットで同時に6バンドの波長域で画像を撮影することができる。このカセットは、放射線の影響によって曇るため定期的な交換を必要とした。また、焦点距離140mmのKATE-140立体地形図カメラは、これは450×450kmの範囲を撮影可能で、可視光と赤外線の領域で50mの解像度を持っていた。これは遠隔操作、クルーによる操作のどちらも可能であった。このようにステーションの写真撮影機能は広範であり、ソビエト農務省はカメラの能力を試験するために、いくつかの特別に選ばれた作物をウクライナやバイカル湖近郊の試験場に植えていた。
サリュート6号は科学機能をさらに拡張するため、観測のための20のポートホール、機材を宇宙に露出させたりごみの排出にも使える2基の科学エアロック、生物学的実験を行うためのさまざまな装置を装備した。サリュート6号の飛行中に、プログレス補給船によってパラボラアンテナと5つの放射計からなるKRT-10電波望遠鏡が届けられた。このアンテナは後部のドッキングポートに装着した状態で展開された。このアンテナの制御機器はステーション内に設置され、アンテナは天文学と、気象科学観測に使われた。

## 支援機

初代プログレス補給船、1978年にサリュート6号への補給に初めて使用された。

サリュート6号は主に有人のソユーズ宇宙船によって支援された。クルーの交代にくわえ、事故時の緊急避難にも使われていた。ソユーズ宇宙船はイグラドッキングシステムを使って自動ドッキングを行い、ミッション終了時にはクルーの地球への帰還に利用されていた。
サリュート6号は、新しく開発された無人機プログレス補給船による補給が可能になった最初のステーションであった。プログレスは船首側のドッキングポートでは燃料補給用の配管を装備していなかったため、船尾側のドッキングポートにしかドッキングできなかった。プログレス補給船もイグラシステムを利用してステーションと自動ドッキングを行った。ドッキング後に宇宙飛行士が乗り込んで内部の荷物が移送され、また、地上での監視の下で、燃料をステーションへ自動で補給した。
ソユーズ宇宙船とプログレス補給船以外としては、最後のクルーが去った後、サリュート6号にはコスモス1267号と呼ばれる実験的な補給宇宙機が1982年に訪れた。TKSとして知られるこの補給宇宙機はもともとアルマース用に設計されたものであったが、このドッキングで大型モジュールの自動ドッキング能力が証明され、ミールや国際宇宙ステーションといった複数モジュール型のステーションの建設のための重要なステップとなった。

## 居住クルー
サリュート6号には宇宙飛行士が搭乗したソユーズ宇宙船が16回到着し、そのうち6回は長期滞在クルーで、もっとも長いものは185日にわたった。居住クルーミッションはEO、短期滞在ミッションはEPのプレフィックスがつけられた。6回の長期滞在は以下のようなものであった。
1. 1977年12月10日、1回目の長期滞在。ユーリ・ロマネンコとゲオルギー・グレチコがソユーズ26号でサリュート6に到着、宇宙に96日間滞在した。
2. 1978年6月15日、2回目の長期滞在。 ウラジーミル・コワリョーノクとアレクサンドル・イワンチェンコフがソユーズ29号でサリュート6に到着、宇宙に140日間滞在した。
3. 1979年2月25日、3回目の長期滞在。ウラジーミル・リャホフとワレリー・リューミンがソユーズ32号でサリュート6に到着、宇宙に175日間滞在した。
4. 1980年4月9日、4回目の長期滞在。レオニード・ポポフとワレリー・リューミンがソユーズ35号でサリュート6に到着、宇宙に185日間滞在した。滞在中、モスクワオリンピックが開催され、ライブ中継で中央レーニンスタジアムでの開会式で宇宙から開催を祝うメッセージが放送された。
5. 1980年11月27日、5回目の長期滞在。レオニード・キジムとオレグ・マカロフ、ゲンナジー・ストレカロフがソユーズT-3でサリュート6に到着、このミッションは修理ミッションであり、期間が他のミッションより短く、宇宙に12日間滞在した。
6. 1981年3月12日、最後の長期滞在。ウラジーミル・コワリョーノクとヴィクトル・サヴィヌイフがソユーズT-4で到着、宇宙に75日間滞在した。

## サリュート6号の運用

### ドッキング
| 宇宙機                   | ドッキング日   | ドッキング時刻 | ポート | ドッキング解除日 | ドッキング解除時刻 | ドッキング期間 (日) |
| ------------------------ | -------------- | -------------- | ------ | ---------------- | ------------------ | ------------------- |
| ソユーズ25号             | 1977年10月10日 | 07:09          | 船首側 | 1977年10月11日   | ~08:00             | 1.03                |
| ソユーズ26号             | 1977年12月11日 | 06:02          | 船尾側 | 1978年1月16日    | 14:22              | 36.35               |
| ソユーズ27号             | 1978年1月11日  | 17:06          | 船首側 | 1978年3月16日    | 11:00              | 63.75               |
| プログレス1              | 1978年1月22日  | 13:12          | 船尾側 | 1978年2月7日     | 08:55              | 15.82               |
| ソユーズ28号             | 1978年3月3日   | 20:10          | 船尾側 | 1978年3月10日    | 13:25              | 6.72                |
| ソユーズ29号             | 1978年6月17日  | 00:58          | 船首側 | 1978年9月3日     | 11:23              | 78.43               |
| ソユーズ30号             | 1978年6月29日  | 20:08          | 船尾側 | 1978年7月5日     | 13:15              | 6.71                |
| プログレス2              | 1978年7月9日   | 15:59          | 船尾側 | 1978年8月2日     | 07:57              | 23.66               |
| プログレス3              | 1978年8月10日  | 03:00          | 船尾側 | 1978年8月21日    | -                  | ~11                 |
| ソユーズ31号             | 1978年8月27日  | 19:37          | 船尾側 | 1978年9月7日     | 13:53              | 10.76               |
| ソユーズ31号             | 1978年9月7日   | 14:21          | 船首側 | 1978年11月2日    | 10:46              | 55.85               |
| プログレス4              | 1978年10月6日  | 04:00          | 船尾側 | 1978年10月24日   | 16:07              | 18.50               |
| ソユーズ32号             | 1979年2月26日  | 08:30          | 船首側 | 1979年6月13日    | 12:51              | 107.18              |
| プログレス5              | 1979年3月14日  | 10:20          | 船尾側 | 1979年4月3日     | 19:10              | 20.37               |
| プログレス6              | 1979年5月15日  | 09:19          | 船尾側 | 1979年6月8日     | 11:00              | 24.07               |
| ソユーズ34号             | 1979年6月8日   | 23:02          | 船尾側 | 1979年6月14日    | 19:18              | 5.84                |
| ソユーズ34号（付け替え） | 1979年6月14日  | ~19:50         | 船首側 | 1979年8月19日    | 12:08              | 65.86               |
| プログレス7              | 1979年6月30日  | 14:18          | 船尾側 | 1979年7月18日    | 06:50              | 17.69               |
| ソユーズT-1              | 1979年12月19日 | 17:05          | 船首側 | 1980年3月24日    | 00:04              | 94.29               |
| プログレス8              | 1980年3月29日  | 23:01          | 船尾側 | 1980年4月25日    | 11:04              | 26.50               |
| ソユーズ35号             | 1980年4月10日  | 18:16          | 船首側 | 1980年6月3日     | 14:47              | 53.85               |
| プログレス9              | 1980年4月29日  | 11:09          | 船尾側 | 1980年5月20日    | 21:51              | 21.45               |
| ソユーズ36号             | 1980年5月27日  | 22:56          | 船尾側 | 1980年6月4日     | 18:08              | 7.86                |
| ソユーズ36号（付け替え） | 1980年6月4日   | 19:38          | 船首側 | 1980年7月31日    | 14:55              | 56.86               |
| ソユーズT-2              | 1980年6月6日   | 18:58          | 船尾側 | 1980年6月9日     | 12:24              | 2.73                |
| プログレス10             | 1980年7月1日   | 08:53          | 船尾側 | 1980年7月18日    | 01:21              | 16.69               |
| ソユーズ37号             | 1980年6月24日  | 23:02          | 船尾側 | 1980年8月1日     | 19:43              | 7.86                |
| ソユーズ37号（付け替え） | 1980年8月1日   | ~20:10         | 船首側 | 1980年10月11日   | 09:30              | 70.56               |
| ソユーズ38号             | 1980年9月19日  | 20:49          | 船尾側 | 1980年9月26日    | 12:35              | 6.6                 |
| プログレス11             | 1980年9月30日  | 20:03          | 船尾側 | 1980年12月9日    | 13:23              | 69.72               |
| ソユーズT-3              | 1980年11月28日 | 18:54          | 船首側 | 1980年12月10日   | 09:10              | 11.59               |
| プログレス12             | 1981年1月26日  | 18:56          | 船尾側 | 1981年3月19日    | 21:14              | 52.09               |
| ソユーズT-4              | 1981年3月13日  | 23:33          | 船首側 | 1981年3月26日    | -                  | ~74                 |
| ソユーズ39号             | 1981年3月23日  | 19:28          | 船尾側 | 1981年3月30日    | 11:22              |                     |
| ソユーズ40号             | 1981年5月15日  | 21:50          | 船尾側 | 1981年5月22日    | 13:37              | 6.66                |
| コスモス1267号           | 1981年6月19日  | 10:52          | 船首側 | 解除なし         | -                  | -                   |

時間と日にちはモスクワ時間による

### クルー
| 滞在            | クルー                                                               | 打ち上げ日              | 打ち上げ機   | 帰還日                  | 帰還機       | 期間 (日) |
| --------------- | -------------------------------------------------------------------- | ----------------------- | ------------ | ----------------------- | ------------ | --------- |
| Salyut 6 - EO-1 | ユーリ・ロマネンコ ゲオルギー・グレチコ                              | 1977年12月10日 01:18:40 | ソユーズ26号 | 1978年3月16日 11:18:47  | ソユーズ27号 | 96.42     |
| Salyut 6 EP-1   | ウラジーミル・ジャニベコフ オレグ・マカロフ                          | 1978年1月10日 12:26:00  | ソユーズ27号 | 1978年1月16日 11:24:58  | ソユーズ26号 | 5.96      |
| Salyut 6 EP-2   | アレクセイ・グバレフ ウラジミル・レメック - チェコスロバキア         | 1978年3月2日 15:28:00   | ソユーズ28号 | 1978年3月10日 13:44:00  | ソユーズ28号 | 7.93      |
| Salyut 6 EO-2   | ウラジーミル・コワリョーノク アレクサンドル・イワンチェンコフ        | 1978年6月15日 20:16:45  | ソユーズ29号 | 1978年11月2日 11:04:17  | ソユーズ31号 | 139.62    |
| Salyut 6 EP-3   | ピョートル・クリムク ミロスワフ・ヘルマシェフスキ - ポーランド       | 1978年6月27日 15:27:21  | ソユーズ30号 | 1978年7月5日 13:30:20   | ソユーズ30号 | 7.92      |
| Salyut 6 EP-4   | ヴァレリー・ブィコフスキー ジークムント・イェーン - ドイツ民主共和国 | 1978年8月26日 14:51:30  | ソユーズ31号 | 1978年9月3日 11:40:34   | ソユーズ29号 | 7.87      |
| Salyut 6 EO-3   | ウラジーミル・リャホフ ワレリー・リューミン                          | 1979年2月25日 11:53:49  | ソユーズ32号 | 1979年8月19日 12:29:26  | ソユーズ34号 | 175.02    |
| Salyut 6 EO-4   | レオニード・ポポフ ワレリー・リューミン                              | 1980年4月9日 13:38:22   | ソユーズ35号 | 1980年10月11日 09:49:57 | ソユーズ37号 | 184.84    |
| Salyut 6 EP-5   | ワレリー・クバソフ ファルカシュ・ベルタラン - ハンガリー             | 1980年5月26日 18:20:39  | ソユーズ36号 | 1980年6月3日 15:06:23   | ソユーズ35号 | 7.87      |
| Salyut 6 EP-6   | ユーリイ・マリシェフ ウラジーミル・アクショーノフ                    | 1980年6月5日 14:19:30   | ソユーズT-2  | 1980年6月9日 12:39:00   | ソユーズT-2  | 3.93      |
| Salyut 6 EP-7   | ヴィクトル・ゴルバトコ ファム・トゥアン - ベトナム                   | 1980年7月23日 18:33:03  | ソユーズ37号 | 1980年7月31日 15:15:02  | ソユーズ36号 | 7.86      |
| Salyut 6 EP-8   | ユーリ・ロマネンコ アルナルド・タマヨ・メンデス - キューバ           | 1980年9月18日 19:11:03  | ソユーズ38号 | 1980年9月26日 15:54:27  | ソユーズ38号 | 7.86      |
| Salyut 6 EO-5   | レオニード・キジム オレグ・マカロフ ゲンナジー・ストレカロフ         | 1980年11月27日 14:18:28 | ソユーズT-3  | 1980年12月10日 09:26:10 | ソユーズT-3  | 12.80     |
| Salyut 6 EO-6   | ウラジーミル・コワリョーノク ヴィクトル・サヴィヌイフ                | 1981年5月12日 19:00:11  | ソユーズT-4  | 1981年5月26日 12:37:34  | ソユーズT-4  | 74.73     |
| Salyut 6 EP-9   | ウラジーミル・ジャニベコフ ジェクテルデミット・グラグチャ - モンゴル | 1981年3月22日 14:58:55  | ソユーズ39号 | 1981年3月30日 11:40:58  | ソユーズ39号 | 7.86      |
| Salyut 6 EP-10  | レオニード・ポポフ ドゥミトール・プルナリウ - ルーマニア             | 1981年5月14日 17:16:38  | ソユーズ40号 | 1981年5月22日 13:58:30  | ソユーズ40号 | 7.86      |

日にちと時間は世界協定時

### 船外活動
| EVA             | クルー                                                        | 実行日         | 開始時間 | 終了時間 | 作業時間 | その他                                                                                |
| --------------- | ------------------------------------------------------------- | -------------- | -------- | -------- | -------- | ------------------------------------------------------------------------------------- |
| Salyut 6 - PE-1 | ユーリ・ロマネンコ ゲオルギー・グレチコ                       | 1977年12月19日 | 21:36    | 23:04    | 1:28     | オーラン-D宇宙服の試験。ドッキング装置の検査とMedusa cassetteの設置。                 |
| Salyut 6 - PE-2 | ウラジーミル・コワリョーノク アレクサンドル・イワンチェンコフ | 1978年7月29日  | 04:00    | 06:20    | 2:05     | Medusa cassetteと受動式流星塵検知器の回収。放射線の線量計と新しい実験カセットの設置。 |
| Salyut 6 - PE-3 | ウラジーミル・リャホフ ワレリー・リューミン                   | 1979年8月15日  | 14:16    | 15:39    | 1:23     | KRT-10電波望遠鏡のアンテナの取り外し。実験カセットの回収。                            |

日にちと時間は世界協定時

## 註
1. 1 2 3 4 5 6 7 8 9 10 11 12 13  Harland, David (14 February 2005). The Story of Space Station Mir. Glasgow, United Kingdom: Springer-Praxis. ISBN 978-0387230115
2. ↑  “NASA - NSSDC - Spacecraft - Details”.  NASA (2008年4月2日). 2008年6月29日閲覧。
3. ↑  Baker, Philip (1 June 2007). The Story of Manned Space Stations: An Introduction. New York, United States of America: Springer-Praxis. ISBN 978-0387307756
4. ↑  Wade, Mark. “Salyut 6”.  Encyclopedia Astronautica. 2007年7月5日閲覧。
5. 1 2  Hall & Shayler (7 May 2003). Soyuz: A Universal Spacecraft. London, United Kingdom: Springer-Praxis. ISBN 978-1852336578
6. ↑  David S. F. Portree (March 1995) (PDF). Mir Hardware Heritage. NASA 2007年3月30日閲覧。.
7. ↑  Wade, Mark. “Cosmos 1267”.  Encyclopedia Astronautica. 2007年6月28日閲覧。